# まいまいクラブ
まいまいクラブは、毎日新聞の読者を主対象とした会員制のポータルサイトである。2005年10月にサービスを開始した。会員制ポータルサイトとしては日本の新聞社として初めての試みである。
名称は「My-Mai」で私の生活の中にある毎日新聞というイメージから付けられた。また、ペットキャラクターにカタツムリを使用し、地球環境保全にも力を尽くすことを訴えている。
2015年11月2日に「まいまいクラブ」を休止することを発表、2015年12月1日をもって「デジタル毎日」に統合された。これに伴って、「万能川柳」や「おんなの気持ち」については毎日新聞社のニュースサイトに掲載、それ以外の投稿コーナや一部のコラムについてはサービス統合と同時に休止となった。

## 会員の対象・特典
- 登録料・年会費無料。
- 会員になるとサイト掲載記事の感想文などを書き込める他、メールマガジンの配布、プレゼントの応募、会員限定イベント招待などの特典を受けることが出来る。
- なお一部のコンテンツは定期購読を利用している会員のみ利用できるものもある。